# Omaguaca
Omaguaca (Humahuaca), jedno od plemena američkih Indijanaca iz argentinske provincije Jujuy, na području sada znanom kao Quebrada de Humahuaca (kanjon Humahuaca). Jezično ovi Indijanci su klasificirani samostalnoj porodici Humaguaca. 
Omaguace su bili poljodjelska zajednica koja je poznavala irigaciju i skladištenje svojih poljodjelskih proizvoda. Njihova naselja nalazila su se na strateškim položajima. Poznavali su kult mrtvih i trofej lubanje. Otkrića kranijalnih deformacija potvrđuju i to da je ritualna deformacija lubanje zauzimala važno mjesto u njihovim običajima. Pritiskom na frontalnu i ocipitalnu kost dobivali su tubularni oblik, koji je mogao biti izvođen samo kod djece najranije dobi, dok su kosti lubanje još mekane. 
Omaguaca-ekonomija temelji se na sistemu terasastih polja s artificijelnim navodnjavanjem. zemlja se obrađivala alatkama s vršcima od kamena ili tvrdog drveta. Kukuruz, krumpir i quinoa (Chenopodium quinoa) bile su glavne kulture. Mesom nandua (ñandú), gvanaka i nekih ptica lovci su nadopunjavali svoje izvore prehrane.
Omaguace su bili poznati i kao ljuti ratnici koji su izazivali paniku među neprijateljima. Odrezane glave njihovih neprijateljima važile su i kao dekoracija, i kao opomena. 
Kuće su rađene od kamene i dobro organizi rane sustavom koridora.

## Vanjske poveznice
- Humahuaca  Arhivirana inačica izvorne stranice od 10. srpnja 2007. (Wayback Machine)